# ريكاردو غوميش (لاعب كرة قدم من الرأس الأخضر)
ريكاردو جورجي بيرش غوميش (Ricardo Jorge Pires Gomes) (مواليد 18 ديسمبر 1991) هو لاعب كرة قدم من الرأس الأخضر يلعب في نادي الوكرة القطري.، كما مثل منتخب الرأس الأخضر لكرة القدم بين عامي 2015 و2020.

## روابط خارجية
- ريكاردو غوميش على موقع الاتحاد الأوربي (الإنجليزية)
- ريكاردو غوميش على موقع اتحاد تركيا (لاعب) (الإنجليزية)
- ريكاردو غوميش على موقع قاعدة بيانات كرة القدم.إي يو (الإنجليزية)
- ريكاردو غوميش على موقع ناشيونال فوتبول تيمز (الإنجليزية)
- ريكاردو غوميش على موقع Soccerway.com (الإنجليزية)
- ريكاردو غوميش على موقع AS.com (الإسبانية)